# Ихилов, Эзра
Эзра Ихилов (ивр. עזרא איכילוב‎; род. 10 июня 1907 года, Петах-Тиква, Османская Палестина — 25 июня 1961 года, Израиль) — израильский политик, депутат кнессета от партии Общих сионистов и Либеральной партии Израиля (1951—1961).

## Биография
Эзра Ихилов родился 10 июня 1907 года в еврейском поселении Петах-Тиква в семье Яакова Ихилова и его жены Иты Зингер. Дед Эзры — Авраам Залман Ихилов, родился в городе Динабург (ныне Даугавпилс), был одним из первых жителей города Петах-Тиква; Дед по материнской линии — Яаков Мордехай Зингер, родился в городе Хевроне, был раввином.
Ихилов был одним из активистов спортивного движения Маккаби. С 1931 по 1955 год Ихилов работал в местном совете, а затем в мэрии Петах-Тиквы.
В 1936 году он был участником 19-го сионистского конгресса, проходившего в городе Люцерн (Швейцария).
Впервые был избран в парламент в 1951 году (2 созыв), от партии Общих сионистов. Работал в комиссии кнессета, комиссии по трактованию, законодательной комиссии.
В кнессете второго созыва работал в комиссии по внутренним делам и в комиссии кнессета.
Был переизбран членом кнессета 3-го созыва, сначала работал во фракции Общих сионистов, а затем в составе Либеральной партии.
В честь его брата Моше Ихилова названо одно из лечебных учреждений Тель-Авива.
Скончался 25 июня 1961 года.